# Aaron Pryor
Aaron Pryor (ur. 20 października 1955 w Cincinnati, zm. 9 października 2016 tamże) – amerykański bokser. Zawodowy mistrz świata w wadze lekkopółśredniej organizacji WBA (1980–1983) i IBF (1984–1985).

## Życiorys
Aaron Pryor urodził się wielodzietnej rodzinie. W 1975 zdobył srebrny medal na igrzyskach panamerykańskich. W 1976 roku przeszedł na zawodowstwo. W latach 1977-83 wygrał 26 walk z rzędu przed czasem, co jest jednym z najdłuższych tego rodzaju pasm w historii boksu. W 1980 roku wywalczył mistrzostwo świata World Boxing Association w wadze lekkopółśredniej, które następnie ośmiokrotnie obronił, w tym dwukrotnie przeciwko Alexisowi Argüello. Po drugim zwycięstwie nad Argüello, w 1983 roku Pryor został pozbawiony mistrzostwa, gdyż odmówił walki przeciwko desygnowanemu przez WBA pretendentowi Johnny'emu Bumphusowi i po raz pierwszy ogłosił zakończenie kariery. Zmienił jednak rychło decyzję, gdy konkurencyjna organizacja International Boxing Federation uznała go w 1984 roku za swego mistrza. Po dwóch skutecznych obronach tytułu, w 1985 roku ponownie wycofał się z boksu. Powrócił raz jeszcze dwa lata później i doznał wtedy jedynej w swej zawodowej karierze porażki, przegrywając przez techniczny nokaut z Bobbym Joem Youngiem. Zniknął na rok i pokonał jeszcze kilku przeciętnych bokserów. W 1990 roku, w wieku 35 lat, zmagając się z problemami zdrowotnymi, definitywnie zakończył karierę bokserską. Nie rozstał się jednak z ringiem. Zajmował się szkoleniem młodych bokserów, m.in. syna Stephana.
W 1996 roku został wybrany do International Boxing Hall of Fame. Jego żoną była Frankie Pryor, z którą miał czworo dzieci.